# Китайско-лесотские отношения
Китайско-лесотские отношения- это двусторонние дипломатические отношения между Китайской Народной Республикой (КНР) и Лесото.

## Исторические отношения
Существует мало сведений о ранних связях между Китаем и Лесото, однако они начались в 1778 году благодаря торговле.
Китайская Народная Республика участвовала в финансировании партии конгресса Басутоленда с 1964 года. В 1983 году премьер-министр Лесото Джозеф Леабуа Джонатан посетил КНР, в результате чего они признали Китай. Это привело к экономическому и техническому сотрудничеству наряду с соглашениями о культурном обмене между Лесото и Китаем. Лесото имело связи с Пекином, за исключением периода 1990-1994 годов, когда королевство поддерживало Тайвань.
Современные отношения данных стран включают в себя: импорт и экспорт, инициативу «Пояс и путь» и финансовую помощь в связи с пандемией COVID-19. Культурная связь с миграцией также играет определенную роль в их нынешних отношениях.
Экспорт из Лесото в КНР варьируется от слоновых бивней, которые в китайской культуре считаются более ценными по сравнению с азиатской слоновой костью, до лекарственных средств и парфюмерии, включая масло сторакса. Импорт из Китая в Лесото включает предметы изобразительного искусства, золото, серебро и медь.

## Политические отношения
Лесото и Китайская Народная Республика установили дипломатические отношения 30 апреля 1983 года. Когда Лесото признало Китайскую Республику (Тайвань) в апреле 1990 года, КНР приостановила отношения. Отношения возобновились в январе 1994 года.
Беспорядки в Тибете в 2008 году объединили Лесото и Китай, поскольку Китай искал дипломатической поддержки. Лесото было в числе нескольких африканских стран, оказавших указанную поддержку.

### Гонконг
В июне 2020 года Лесото было одной из 53 стран, поддержавших закон Гонконга о защите национальной безопасности в Организации Объединенных Наций.

## Экономические отношения
В попытке стимулировать социальное развитие и экономический рост Китай осуществляет дипломатическое и международное сотрудничество с Лесото как в двустороннем, так и в многостороннем масштабе. Примерами могут служить Китайско-Лесотоское сотрудничество, Форум по китайско-африканскому сотрудничеству и Повестка дня Африканского союза на период до 2063 года. Эти платформы создаются в рамках инициативы "Пояс и путь".
Проект соединяет Китай, Центральную Азию и Европу, стремясь “стимулировать взаимодействие, экономические потоки, возможности трудоустройства, инвестиции и потребление, культурные обмены и дух регионального сотрудничества между Азией, Европой и Африкой путем совместного строительства торговых маршрутов”. Эта инициатива влияет на развитие в глобальном масштабе, укрепляя более тесные связи между странами. Благодаря этому китайско-лесотские отношения могут использоваться как международные, так и внутрерыночные для содействия культурному обмену и интеграции, укреплению доверия между двумя странами и, в конечном счете, увеличению притока капитала.
Примером может послужить строительство дороги протяженностью 91 км от Ха Мпити до Сехлабатебе стоимостью 128 миллионов долларов, который потенциально может создать более 300 рабочих мест за счёт местных закупок и заключения контрактов.
Другие примеры полезных проектов как для Китая, так и для Лесото включают: Проект расширения радио-телевизионной сети, Проект технического сотрудничества в области землепользования и физического планирования, проект новой государственной библиотеки Лесото и инвестиции Китая в предприятия и текстиль в Лесото.
Лесото считается горным регионом, который, по-видимому, является благодатной почвой для китайской торговли и инвестиций. Кроме того, совместные предприятия, привлекаемые в регион, стимулируют экономику. До эры китайских инвестиций в Лесото денежные переводы из Басуто были основным источником дохода для многих жителей королевства. Нестабильность занятости в Лесото привела к тому, что многие домохозяйства испытывали трудности. Китайские инвестиции, в частности, в текстильную промышленность по производству одежды, стали жизненно важными для народа Басуто.
В период с 2000 по 2012 год в Лесото по сообщениям различных средств массовой информации было выявлено около 33 проекта китайского официального финансирования развития.

## Торговые отношения
Лесото испытывает дефицит торгового баланса с Китаем. В период с 2002 по 2009 год Китай ограничил импорт до менее чем двух миллионов по сравнению с 51 миллионом, импортированным Лесото. В 2004 году “китайский экспорт одежды и текстильных изделий из Лесото по всему миру составил 494 155 000 долларов”. Этот растущий уровень импорта в Лесото из Китая является положительным для местных потребителей с низким доходом, поскольку снижает стоимость и увеличивает разнообразие товаров и услуг.
Китайцы инвестировали в Лесото в малую, среднюю и тяжелую промышленность, уделяя особое внимание мелким розничным и оптовым магазинам. Лесото является родиной одной из крупнейших текстильных и швейных отраслей промышленности в странах Африки к югу от Сахары, в основном принадлежащей китайцам, на которой сосредоточено 35 из 41 предприятия и занято более 40 000 жителей Басуто. В последнее время рост ориентированного на экспорт производства, возглавляемый подсектором одежды и текстиля, внес значительный вклад в развитие Лесото. Этот сектор обеспечивает годовой доход в размере 500 миллионов малоти, а минимальная заработная плата составляет 770 малоти. Участие китайцев способствовало созданию больших возможностей для трудоустройства, с увеличением на 7% в период с 1997 по 2004 год, и, следовательно, экономическому росту, с обращением вспять отрицательного роста реального валового национального дохода Лесото в 2002 году.

## Миграция
Как китайские семьи, так и семьи басуто разделены из-за миграции. В Лесото проживает около 5000 китайцев, которые, как и народ Басуто, живут в сельской местности, оставив семьи позади. Однако цель миграции для этих двух стран различается в зависимости от экономических обстоятельств. Басуто используют миграцию как стратегию выживания, то есть их денежные переводы направляются на питание и здравоохранение. А китайцы, наоборот, используют денежные переводы как средство инвестирования в образование своих детей.

## Критика
Некоторые критики утверждают, что "Пояс и путь", хотя и кажется позитивной инициативой, но становится для китайского правительства каналом “расширения своего глобального политического влияния и власти”.
Что касается эффекта от китайских инвестиций в Лесото, местные жители признают преимущества борьбы с бедностью, однако считают, что китайцам следует “сосредоточиться на создании рабочих мест на крупных фабриках и оптовых магазинах”.

## Экстрадиция
Китай заключил договор об экстрадиции с Лесото.